# Portret dwóch dziewczynek
Portret dwóch dziewczynek – obraz olejny polskiej malarki Olgi Boznańskiej z 1896 roku, znajdujący się w Galerii sztuki polskiej 1800–1945 Muzeum Śląskiego w Katowicach.
Boznańska namalowała portret w 1896 roku w Monachium. Jest to obraz olejny na tekturze o wymiarach 70 × 49,5 cm. Dzieło prezentowano na wystawach, m.in. w 1898 roku na wystawie sztuki w Berlinie i w 1909 na wystawie Towarzystwa Artystów Polskich w Krakowie. Obraz jest sygnowany w lewym dolnym rogu: Olga v. Boznańska | 96 | Munich. Do Muzeum Śląskiego w Katowicach obraz kupiono w antykwariacie Vladimira Raykisa w Paryżu w 1938 roku. Muzealny nr inwentarzowy: MŚK/SzM/358.